# Петербургский диалог

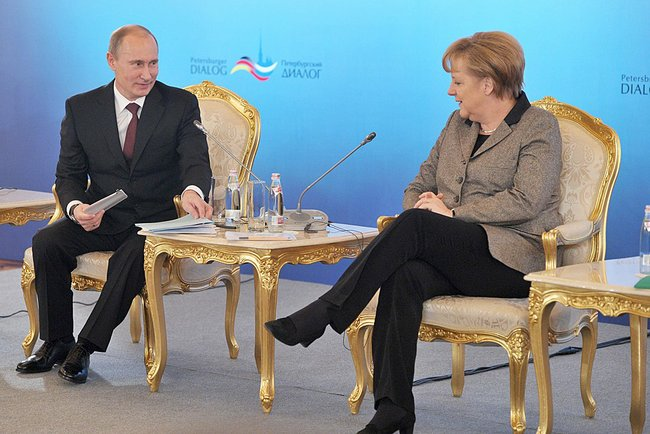

Форум «Петербургский диалог» — форум гражданских обществ России и Германии был создан в 2001 году по инициативе и под патронатом Президента России В.В. Путина и Федерального канцлера Германии Г. Шрёдера. Главной целью существования Форума было создание надёжной основы для развития российско-германских отношений за счет расширения сотрудничества гражданских обществ двух стран. Создание Форума происходило в период стремительного развития российско-германских отношений и усиления позиций РФ на мировой арене.

## История Форума «Петербургский диалог»
Первый Форум прошёл в Санкт-Петербурге в апреле 2001 года и был посвящен теме «Россия и Германия на рубеже XXI века — взгляд в будущее». В нем приняли участие около 100 представителей российского и германского обществ. Работа велась в пяти рабочих группах: «Политика и гражданское общество», «Экономика и бизнес», «Наука и образование», «Культура», «Средства массовой информации».
В дальнейшем Форум проводился каждый год поочередно в России и Германии. Вплоть до 2008 года местом проведения Форума «Петербургского диалога» на территории России неизменно являлся Санкт-Петербург, однако в связи с настоятельным пожеланием германской стороны было принято решение о ротации городов проведения.
Первым председателем российского Координационного комитета стал Борис Вячеславович Грызлов (министр внутренних дел РФ c марта 2001 года по декабрь 2003 года), германского — Петер Бёниш (член наблюдательного совета издательства «Аксель Шпрингер»). В 2002 году российский Координационный комитет возглавил Михаил Сергеевич Горбачёв (сопредседатель Социал-демократической партии России в 2001–2004 гг.), которого в 2009 году сменил Виктор Алексеевич Зубков (первый заместитель председателя Правительства Российской Федерации в 2008–2012 гг.). С германской стороны после ухода из жизни Петера Бёниша председателем Координационного комитета стал Лотар де Мезьер (премьер-министр в отставке), а с 2015 года этот пост занимает Рональд Пофалла (полномочный представитель по вопросам политических и международных отношений в компании Deutsche Bahn).
В первые годы существования Форума «Петербургский диалог» его посетили по 70–80 представителей от каждой стороны, ко второй половине 2000-х гг. это число увеличилось до 100–150 человек. С каждым годом количество участников Форума только растет.
С 2001 года постепенно выработалась схема проведения ежегодных Форумов. Работа продолжается 2–3 дня. За официальным открытием следует пленарное заседание, на котором проводится подиумная дискуссия по основной теме. В первые годы в дискуссии принимали участие по 2–3 представителя от каждой стороны, с 2009 года мероприятие открывается двумя докладами по основной теме Форума (по одному от российской и германской стороны). В разные годы докладчиками были: Удо ди Фабио (судья Конституционного суда Германии); Михаил Федотов (советник Президента РФ, председатель Совета при Президенте РФ по развитию гражданского общества и правам человека); Герман Греф (президент и председатель правления ПАО «Сбербанк») и другие. В 2018 году с докладами выступили Михаил Швыдкой (специальный представитель Президента РФ по международному культурному сотрудничеству) и Петер Альтмайер (федеральный министр экономики и энергетики ФРГ).
За подиумной дискуссией следуют заседания рабочих групп, у каждой из которых своя повестка дня. В 2011 году после заседаний рабочих групп были впервые организованы четыре тематические панельные дискуссии с возможностью выбора гостями Форума любой из них для участия. Заседания рабочих групп занимают, как правило, целый рабочий день.
Число рабочих групп Форума постепенно увеличивалось. В 2002 году к пяти названным выше добавилась рабочая группа «Гражданское общество», в 2004 году — «Мастерская будущего», в 2007 году — «Церкви в Европе». В 2016 году — «Здравоохранение» и «Экологическая модернизация».
Заседания Форума сопровождаются большим числом сопутствующих мероприятий, в число которых входит культурная программа, выставки, пресс-конференции. Нередко в рамках Форума проходит подписание важных документов в двустороннем порядке.
Завершает Форум пленарное заседание, где подводятся итоги мероприятия. На протяжении практически всей истории Форума «Петербургский диалог» на заключительном пленарном заседании с отчетом выступали сопредседатели Координационного комитета, после чего следовали краткие выступления Президента РФ и Федерального канцлера ФРГ.
Участники Форума и на пленарных заседаниях, и в рабочих группах переходили от преимущественно общих и абстрактных вопросов к конкретным проблемам, сюжетам и проектам сотрудничества. Объясняется это тем, что в первой половине 2000-х гг. сторонам еще только предстояло создать атмосферу сотрудничества и доверия и обменяться взглядами на широкий круг вопросов, сформировав основу для дальнейших более конкретных дискуссий. Ко второй половине 2000-х эта задача была в основном выполнена.
С 2008 года все больше места в дискуссиях занимают проблемы модернизации. Связано это с провозглашением в 2008 году российско-германского партнерства в сфере модернизации, в котором Форум «Петербургский диалог» принимает активное участие.
Весьма важной проблемой является уровень открытости диалога и взаимопонимания между его участниками. Это один из ключевых вопросов, которому придается большое значение. Разумеется, выразить уровень доверия и взаимопонимания в цифрах невозможно, однако, по субъективной оценке участников «Петербургского диалога», с 2001 по 2018 год на заседаниях Форума он значительно возрос. Дискуссии стали более открытыми, стороны прилагают больше усилий к тому, чтобы слышать и понимать друг друга.
Если в первые годы существования Форума «Петербургский диалог» его деятельность сводилась к организации и проведению ежегодных Форумов, то с середины 2000-х гг. ситуация начала постепенно меняться. Форум «Петербургский диалог» стал превращаться в круглогодично действующую структуру. В первую очередь это было реализовано за счет активности рабочих групп, которые стали проводить заседания в период между ежегодными Форумами. Сегодня каждая рабочая группа проводит в среднем 2–3 заседания в год в различных городах РФ и ФРГ.

## Рабочие группы Форума «Петербургский диалог»

### Политика
Рабочая группа «Политика» объединяет представителей органов государственной власти, негосударственных организаций, а также экспертов в области российско-германских отношений. В центре внимания участников находится политическое взаимодействие России и Германии как в сфере двусторонних отношений, так и на глобальном уровне. Обсуждаются не только конкретные вопросы, но и общие тенденции и перспективы развития сотрудничества двух стран.
Участники рабочей группы считают, что успешное развитие сотрудничества между Россией и Германией обеспечивается за счет концентрации внимания на том, что нас объединяет, а не на существующих разногласиях, которые можно преодолеть только в ходе спокойного, конструктивного диалога.
В рамках рабочей группы обсуждались такие темы, как партнерство России и Европейского Союза, новая архитектура европейской безопасности, последствия мирового экономического кризиса, отношения политической элиты и гражданского общества в России и Германии и др.
Руководители рабочей группы с российской и германской стороны:
Вячеслав Алексеевич Никонов, председатель Комитета Государственной Думы Федерального Собрания РФ по образованию и науке
Франк Присс, заместитель руководителя главного управления Европейского и международного сотрудничества Фонда имени Конрада Аденауэра

### Экономика
В состав рабочей группы «Экономика» входят представители деловых кругов двух стран. Это люди, заинтересованные в развитии и укреплении стабильного двустороннего экономического сотрудничества. Сегодня Германия и Россия являются друг для друга партнерами не только в области торговли, объем которой ежегодно растет, но и в сфере инвестиций и реализации совместных проектов. Таким образом, экономическое сотрудничество выступает как важнейший стимул развития двусторонних отношений.
В рамках рабочей группы рассматриваются как вопросы, связанные с ролью Германии и России в глобальной экономической системе, так и сюжеты, связанные с двусторонними отношениями, расширением сотрудничества в различных областях. Особое внимание уделяется концепции партнерства для модернизации.
На заседаниях рабочей группы «Экономика» обсуждались такие темы, как сотрудничество в сфере малого и среднего бизнеса, развитие экономических отношений между регионами двух стран, пути выхода из мирового финансового кризиса и совместные усилия в этой области и др.
Руководители рабочей группы с российской и германской стороны:
Валерий Александрович Голубев
Вольфганг Бюхеле, заместитель председателя правления Форума «Петербургский диалог» с германской стороны; председатель Восточного комитета германской экономики

### Гражданское общество
Рабочая группа «Гражданское общество» — это площадка для общения наиболее активных представителей некоммерческих организаций России и Германии. В центре внимания участников оказывается широкий спектр вопросов, актуальных для развития взаимодействия гражданских обществ двух стран.
Сегодня сотрудничество между структурами гражданского общества играет особую роль, являясь важной составляющей комплекса двусторонних отношений России и Германии. По инициативе рабочей группы регулярно проводятся конференции и семинары, направленные на интенсификацию диалога гражданских обществ и реализацию российско-германских проектов в социальной сфере.
На заседаниях зачастую затрагиваются острые темы, без открытого обсуждения которых невозможно достижение взаимопонимания России и Германии. Результатом часто становятся обращения к высшим должностным лицам двух стран с инициативами, призванными благотворно повлиять на развитие гражданского общества.
Руководители рабочей группы с российской и германской стороны:
Михаил Александрович Федотов, советник Президента РФ, председатель Совета при Президенте РФ по развитию гражданского общества и правам человека
Дирк Визе, депутат Бундестага (фракция СДПГ); координатор по сотрудничеству с Россией, Центральной Азией и странами Восточного партнерства Министерства иностранных дел ФРГ

### Наука и образование
Рабочая группа «Наука и образование» объединяет представителей научных и образовательных учреждений двух стран. Среди них — не только видные ученые и руководители, но и студенты. Сотрудничество в сфере образования имеет большое значение для будущего обеих стран, особенно важен взгляд молодого поколения.
Сегодня рабочая группа «Наука и образование» осуществляет свою работу в самых различных форматах, таких как подгруппа по вопросам миграции Migration Taskforce, подгруппа «Цифровой университет» и др. Такой порядок работы позволяет участникам наиболее продуктивно обсудить актуальные проблемы современного общества, привлекая как специалистов по исследуемым вопросам, так и активных представителей студенческой среды.
На заседаниях рабочей группы обсуждались такие темы, как проблемы и перспективы Болонского процесса, стратегическое партнерство двух стран в области образования, науки и технологий, программы изучения языка и др.
Руководители рабочей группы с российской и германской стороны:
Игорь Анатольевич Максимцев, ректор Санкт-Петербургского государственного экономического университета
Вильфрид Бергманн, член ученого совета Европейской академии наук и искусств

### Культура
В рамках рабочей группы «Культура» встречаются ведущие деятели культуры России и Германии, а также руководители учреждений, играющих определяющую роль в развитии культурного взаимодействия. Участники рабочей группы занимаются проблемами, общими для обеих стран, а также вопросами развития двустороннего сотрудничества в данной сфере.
По инициативе рабочей группы «Культура» реализуются многочисленные проекты, к примеру, выставка «Москва — Берлин 1950-2000». Члены рабочей группы принимали активное участие в организации мероприятий Года российской культуры в Германии (2003) и Года германской культуры в России (2004).
Предметом обсуждения на заседаниях рабочей группы становятся такие темы, как развитие двустороннего сотрудничества в сфере кинематографии, сохранение архитектурного наследия начала XX века, развитие современных городов.
Руководители рабочей группы с российской и германской стороны:
Михаил Борисович Пиотровский, генеральный директор Государственного Эрмитажа
Герман Парцингер, президент Фонда прусского культурного наследия

### СМИ
В рамках рабочей группы «СМИ» встречаются представители ведущих средств массовой информации двух стран, которые во многом формируют имидж страны-партнера в глазах общественности. Обсуждаются как наиболее актуальные из текущих событий и их освещение в прессе, так и общие вопросы, касающиеся роли и места СМИ в современном мире.
Рабочая группа выступает в роли инициатора многочисленных двусторонних проектов, призванных улучшить взаимопонимание между общественностью двух стран, сформировать соответствующий реальности образ страны-партнера. В качестве примера можно назвать организованные поездки немецких журналистов в Россию или ежегодное вручение Премии им. Петера Бениша.
Заседания рабочей группы проходят в атмосфере открытого, честного диалога, участники стремятся не только высказать свою точку зрения, но и понять партнера. В частности, обсуждались такие темы, как ответственность журналистов, война в Грузии 2008 года и её освещение в прессе, роль СМИ в меняющемся мире.
Руководители рабочей группы с российской и германской стороны:
Виталий Никитич Игнатенко, президент Всемирной ассоциации русской прессы (ВАРП)
Йоханн Михаэль Мёллер, член правления Форума «Петербургский диалог»; директор радиовещания «МДР», радиостанции Центральной Германии (2006–2016 гг.), издатель газеты «Петербургский диалог» с германской стороны

### Мастерская будущего
Рабочая группа «Мастерская будущего» занимает в структуре «Петербургского диалога» особое место. В отличие от остальных рабочих групп, каждая из которых имеет свою достаточно четко ограниченную сферу деятельности, организованная в 2004 году «Мастерская будущего» занимается различными вопросами, связанными с тенденциями развития глобального общества, в частности, России и Германии. Именно поэтому ее участники представляют практически все сферы гражданского общества.
Одна из главных целей рабочей группы — вовлечь в диалог представителей молодого поколения. Эта цель успешно реализуется в самых разных проектах группы. Встречи участников «Мастерской будущего» проходят несколько раз в год, что способствует поддержанию постоянного контакта и интенсивного диалога.
На заседаниях рабочей группы рассматривались такие темы, как демографические проблемы, базовые ценности общества в России и Германии, влияние экономического кризиса на молодое поколение двух стран и др.
Руководители рабочей группы с российской и германской стороны:
Наталия Сергеевна Черкесова, руководитель проекта «Информационное агентство «Росбалт»
Аннегрет Вульф, исполнительный директор MitOst — объединения в поддержку языкового, культурного и молодежного обмена в Европе

### Церкви в Европе
В состав рабочей группы «Церкви в Европе» входят представители христианских конфессий России и Германии. Первое заседание группы состоялось в Висбадене в 2007 году.
В России и Германии более двух третей населения исповедуют христианство. Один лишь этот факт уже свидетельствует о том, что церковь является важным участником гражданского общества. Все ветви христианской церкви видят свою миссию в том, чтобы участвовать в жизни общества, распространять не только религиозные, но и общечеловеческие ценности. Многие вопросы российско-германских отношений, как и вызовы нашего времени в целом, могут быть решены только с учетом религиозного фактора.
В рамках «Петербургского диалога» рабочая группа обсуждала такие вопросы, как вклад церквей в развитие российско-германских отношений, роль религии в современном обществе, участие церквей в развитии справедливого, устойчивого и достойного человека экономического миропорядка.
Руководители рабочей группы с российской и германской стороны:
Архимандрит Филарет (Булеков), заместитель председателя Отдела внешних церковных связей Московского Патриархата
Йоханнес Эльдеманн, директор Института экуменизма имени Иоганна-Адама Мёлера

### Здравоохранение
Рабочая группа «Здравоохранение» одна из самых молодых в структуре «Петербургского диалога». 15 июня 2016 года в рамках XV Форума «Петербургский диалог» состоялось первое заседание новой рабочей группы, в котором приняли участие представители экспертного медицинского сообщества России и Германии.
Главной целью группы является расширение двустороннего взаимодействия стран в области охраны здоровья. Россия и Германия сталкиваются со многими общими вызовами в области здравоохранения, а потому сотрудничество российских и германских специалистов характеризуется общим пониманием необходимости профессиональных контактов.
В центре внимания рабочей группы находятся, прежде всего, вопросы инноваций и медицинского образования, также в рамках одной из Конференций, организованных группой, состоялось обсуждение вопросов социального здравоохранения для регионов.
Руководители рабочей группы с российской и германской стороны:
Евгений Владимирович Шляхто, генеральный директор Национального медицинского исследовательского центра имени В.А. Алмазова Министерства здравоохранения РФ, академик РАН, заслуженный деятель науки РФ, президент Российского кардиологического общества, главный кардиолог Санкт-Петербурга и Северо-Западного федерального округа
Андреа Фишер, федеральный министр в отставке; региональный советник; председатель комитета по финансам и жилищно-коммунальному хозяйству в регионе Ганновер

### Экологическая модернизация
Рабочая группа «Экологическая модернизация» начала свою работу в 2016 году, также как и группа «Здравоохранение» являясь самой молодой в структуре Форума «Петербургский диалог».
Объединяя представителей природоохранных организаций и движений России и Германии, эта рабочая группа создана для обсуждения наиболее актуальных для обеих стран вопросов, касающихся защиты окружающей среды.
В рамках рабочей группы «Экологическая модернизация» состоялось обсуждение таких вопросов как управление различными видами отходов и циркулярная экономика.
Руководители рабочей группы с российской и германской стороны:
Сергей Александрович Цыплёнков, исполнительный директор отделения международной общественной неправительственной организации «Гринпис России»
Ральф Фюкс, директор-соучредитель Центра либеральной современности

## Ежегодные Форумы «Петербургский диалог»
2001 г.: «Россия и Германия на рубеже XXI века — взгляд в будущее»
2002 г.: «Россия и Германия в новом миропорядке»
2003 г.: «Россия и Германия в Европе»
2004 г.: «Россия и Германия — партнеры в процессе развития европейского сотрудничества»
2005 г.: «Германия после выборов. Перспективы и новые тенденции российско-германских отношений»
2006 г.: «Европейская ответственность России и Германии»
2007 г.: «Единство Европы — российский и германский вклад»
2008 г.: «Россия и Германия в глобализирующемся мире: партнеры в сфере модернизации»
2009 г.: «Пути выхода из кризиса с точки зрения гражданских обществ России и Германии»
2010 г.: «Российское и германское общества в следующем десятилетии»
2011 г.: «Граждане, общество и государство — партнеры в деле модернизации»
2012 г.: «Россия и Германия: информационное общество перед вызовами XXI века»
2013 г.: «Социальные и политические права как залог свободного общества»
2015 г.: «Модернизация как шанс для создания общего европейского дома»
2016 г.: «Россия и Германия перед лицом глобальных вызовов»
2017 г.: «Общественное участие как путь к взаимопониманию России и Германии»
2018 г.: «Создавать доверие, укреплять партнерство: сотрудничество гражданских обществ России и Германии как импульс для межгосударственного диалога»

## При поддержке Форума «Петербургский диалог»
При поддержке Форума проводятся российско-германские конференции, семинары и симпозиумы по широкому кругу вопросов. Число таких мероприятий резко возросло в 2011 году.
С середины 2000-х гг. началась работа над конкретными проектами под эгидой Форума «Петербургский диалог». В частности, реализуются следующие проекты:

### Форум Коха — Мечникова
Форум Коха — Мечникова был основан в 2006 году и предназначается для общения представителей системы здравоохранения обеих стран, в первую очередь координации работы по борьбе с инфекционными заболеваниями (туберкулез, гепатит, СПИД и т. д.). Задача организации — создать плотную сеть контактов между учреждениями сферы здравоохранения обеих стран, в первую очередь научно-исследовательского характера. В рамках Форума проходят конференции и реализуются совместные научно-исследовательские проекты по борьбе с опасными инфекционными заболеваниями.

### Партнерство в сфере модернизации
Высказанная в июне 2008 года министром иностранных дел ФРГ Франком-Вальтером Штайнмайером идея партнерства в сфере модернизации была с энтузиазмом встречена участниками Форума. В октябре 2008 года в рамках очередного ежегодного Форума в Петербурге была подписана «Декларация по развитию российско-германского партнерства в сфере модернизации».
В 2011 году было объявлено о первых результатах работы в данной области, в рамках ежегодного Форума в Ганновере состоялось подписание двух российско-германских соглашений.

### Проекты в культурной сфере
Под руководством рабочей группы «Культура» во второй половине 2000-х гг. реализован ряд совместных проектов. В основном это выставки и конференции. Отдельно следует упомянуть сотрудничество в сфере кинематографии (создание совместной Академии киноискусства в 2009 году и подписание межгосударственного соглашения по поддержке кинематографии в 2011 году) и театральные проекты «Моцарт на Дальнем Востоке» и «Фигаро на Дальнем Востоке».

### Премия имени Петера Бёниша
Премия имени Петера Бёниша учреждена в 2008 году и ежегодно вручается молодым российским и германским журналистам, своей деятельностью способствующим сближению и взаимопониманию между гражданскими обществами двух стран.

### Германо-Российский Социальный Форум
Германо-Российский Социальный Форум — проект рабочей группы «Гражданское общество», созданный в 2011 году. Его основная задача — наладить сотрудничество российских и германских некоммерческих организаций, работающих в социальной сфере, и улучшить их взаимодействие с органами государственной власти. Социальный Форум должен стать сетевой структурой, объединяющей как можно больше различных участников.
В период с 2011 по 2018 год было проведено три Форума. Помимо этого, ежегодно проводятся различные профильные мероприятия в рамках Социального Форума. В 2018 году в Москве состоялся Международный научно-практический конгресс «Дети в душевной беде. Травмапедагогика», посвященный детским психическим травмам и их последствиям, а также роли гражданского общества и науки в профилактике и реабилитации. В работе конгресса приняли участие более 500 специалистов в разных областях.

### Школа для молодых ученых
23 июля 2013 года открылось первое заседание Школы для молодых ученых, работа которой ведется в тесном сотрудничестве с рабочей группой «Гражданское общество» Форума «Петербургский диалог». Школа — это площадка для обсуждения исследований аспирантов и кандидатов наук в возрасте до 35 лет, которые используют новые подходы и активно работают с архивными источниками. На площадке проводятся дискуссии и обмен опытом молодых специалистов в области истории, политологии, социологии и культурологии из России и Германии, занимающихся историей XX века.
Участники Школы представляют доклады, связанные общей темой: «Уроки XX столетия: память о тоталитаризме в музеях, мемориалах, архивах и современных медиа в России и Германии». Например, в рамках Школы были заслушаны выступления по таким вопросам, как: «Русские мыслители в ГУЛАГе: история и память» (Мартин Байсвенгер); «Память о тюрьмах, память о лагерях: опыт сравнительного анализа памяти о Тобольском тюремном замке и Новониколаевском концентрационном лагере» (Жанна Попова); «Особенности ритуальных воспоминаний жертв фашизма (на материале полевых исследований в г. Перми)» (Мария Дудоладова) и другие.
Каждый год участники Школы посещают знаковые исторические места, такие как Государственный музей истории ГУЛАГа, Бутовский полигон, «Мемориальный комплекс политических репрессий» Пермского края, музей истории политических репрессий «Пермь-36», лагерь «Днепровский» и другие.
В 2018 году работа Школы проводилась в двух городах: Москве и Смоленске. В ходе заседания молодые историки представили собственные проекты и исследования, посвященные различным формам и способам сохранения и институционализации памяти. Также участники посетили мемориал «Катынь».

### Молодежный Форум «Петербургский диалог»
В 2013 году в Санкт-Петербурге начал свою работу I Молодежный Форум, созданный по примеру Форума «Петербургский диалог». В рамках Молодежного Форума осуществляют свою деятельность четыре рабочие группы: «Политика и экономика», «СМИ и культура», «Гражданское общество и церкви в Европе» и «Наука и образование, мастерская будущего».
В рамках Форума в разные годы обсуждались следующие темы:
2013 г. (Санкт-Петербург): «Новое поколение. Вместе создавая будущее»
2014 г. (Москва): «Россия и Германия: партнерство идей»
2015 г. (Москва): «Сотрудничество и партнерство во имя будущего»
2016 г. (Мюнхен): «Новое поколение для германо-российских отношений»
2017 г. (Санкт-Петербург): «Государство, общество, бизнес: общая ответственность в эпоху турбулентности»
Также в 2017 году в рамках Молодежного Форума прошел первый Российско-немецкий кинофестиваль Форума «Петербургский диалог». В программу мероприятия вошли 25 короткометражных фильмов из России и Германии.

### Молодежные богословские встречи
Молодежные богословские встречи в рамках рабочей группы «Церкви в Европе» Форума «Петербургский диалог» созданы для установления академических контактов между теологическими факультетами Германии и Московским Патриархатом, а также для обмена культурным и академическим опытом.
С 9 по 17 декабря 2013 года в Германии состоялась I Молодежная богословская встреча, участниками которой стали молодые сотрудники Отдела внешних церковных связей Московского Патриархата, аспиранты и магистранты Общецерковной аспирантуры и докторантуры Московского Патриархата имени Кирилла и Мефодия. В дальнейшем, следуя принципу паритетного представительства, такие встречи попеременно проводились в России и Германии.
В 2018 году мероприятие проходило в России. Молодые теологи из Германии посетили Москву, Екатеринбург и Санкт-Петербург. Состоялись встречи участников со студентами и преподавателями крупнейших религиозных образовательных учреждений России: Православного Свято-Тихоновского гуманитарного университета, Общецерковной аспирантуры и докторантуры имени святых равноапостольных Кирилла и Мефодия, Московской и Санкт-Петербургской духовных академий, Сретенской и Екатеринбургской семинарий.
В ходе посещения данных учреждений участники смогли познакомиться со структурой и особенностями духовного образования в России, обменяться опытом и прослушать ряд лекций, освещающих путь и историю Русской православной церкви в XX веке.